# Брюханов, Иван Тихонович
Иван Тихонович Брюханов (13 июня 1893, Катав-Ивановский завод — 14 мая 1945, Новосибирск) — русский и советский преподаватель, активный деятель по борьбе с детской беспризорностью в Новониколаевске/Новосибирске (1920—1930).

## Биография
Родился 13 июня 1893 года на Катав-Ивановском заводе в Уфимской губернии. Окончил четырёхклассную школу, затем учился при заводе. Приобрёл навыки столярно-слесарного дела. Занимался активно саморазвитием.
Начал преподавать с 1911 года. До 1914 года посещал трёхгодичные курсы в Уфе, получив образование учителя народных училищ. По-прежнему уделял время самообучению. Испытывал тягу к естественным дисциплинам, обучался физике и математике. Был хорошо знаком с основами агрономии, полеводства и огородничества.
С декабря 1919 года жил в Сибири. С марта 1920 года — сотрудник учреждений социал. воспитания и народного образования. Возглавлял детдомраспредилитель, был руководителем и создателем детской трудовой колонии малолетних преступников, организованной в апреле 1921 года. Работал в ней более четырёх лет. Также руководил детскими коммунами и городскими общеобразовательными школами, заведовал интернатом Сибдеткомиссии, вёл обучение.
До начала Великой Отечественной войны проводил курсы по физике в интернате повышения квалификации ИТР нефтяной промышленности и цветной металлургии. В августе 1941 года назначен директором Елбанской средней школы Маслянинского района (Новосибирская область). В 1943 году оставил работу из-за тяжёлой болезни.
Умер 14 мая 1945 года в Новосибирске.

## Взгляды
Был категорически против теории врождённой склонности детей к преступности, относился негативно к насильственному воспитанию.